# Kanton Melle
Der Kanton Melle ist seit 1790 ein französischer Wahlkreis im Arrondissement Niort im Département Deux-Sèvres in der Region Nouvelle-Aquitaine; sein Hauptort ist Melle. Vertreter im Generalrat des Départements sind seit 2015 Colette Balland und Dorick Barillot (beide PS).

## Gemeinden
Der Kanton besteht aus 22 Gemeinden mit insgesamt 19.918 Einwohnern (Stand: 1. Januar 2022) auf einer Gesamtfläche von 561,13 km²:
| Gemeinde                             | Einwohner 1. Januar 2022 | Fläche km² | Dichte Einw./km² | Code INSEE | Postleitzahl |
| ------------------------------------ | ------------------------ | ---------- | ---------------- | ---------- | ------------ |
| Alloinay                             | 905                      | 32,38      | 28               | 79136      | 79110, 79190 |
| Aubigné                              | 165                      | 29,15      | 6                | 79018      | 79110        |
| Chef-Boutonne                        | 2.387                    | 40,38      | 59               | 79083      | 79110        |
| Clussais-la-Pommeraie                | 571                      | 31,03      | 18               | 79095      | 79190        |
| Couture-d’Argenson                   | 408                      | 24,16      | 17               | 79106      | 79110        |
| Fontenille-Saint-Martin-d’Entraigues | 534                      | 15,11      | 35               | 79122      | 79110        |
| Fontivillié                          | 764                      | 24,69      | 31               | 79064      | 79110, 79500 |
| La Chapelle-Pouilloux                | 171                      | 7,85       | 22               | 79074      | 79190        |
| Limalonges                           | 845                      | 24,39      | 35               | 79150      | 79190        |
| Lorigné                              | 302                      | 11,10      | 27               | 79152      | 79190        |
| Loubigné                             | 157                      | 11,01      | 14               | 79153      | 79110        |
| Loubillé                             | 359                      | 21,21      | 17               | 79154      | 79110        |
| Mairé-Levescault                     | 562                      | 17,38      | 32               | 79163      | 79190        |
| Maisonnay                            | 250                      | 5,17       | 48               | 79164      | 79500        |
| Marcillé                             | 726                      | 18,22      | 40               | 79251      | 79500        |
| Melle                                | 5.790                    | 65,34      | 89               | 79174      | 79500        |
| Melleran                             | 479                      | 19,90      | 24               | 79175      | 79190        |
| Saint-Romans-lès-Melle               | 720                      | 8,91       | 81               | 79295      | 79500        |
| Saint-Vincent-la-Châtre              | 599                      | 21,18      | 28               | 79301      | 79500        |
| Sauzé-entre-Bois                     | 2.259                    | 65,32      | 35               | 79307      | 79190        |
| Valdelaume                           | 814                      | 50,57      | 16               | 79140      | 79110        |
| Villemain                            | 151                      | 16,68      | 9                | 79349      | 79110        |
| Kanton Melle                         | 19.918                   | 561,13     | 35               | 7908       | –            |

Bis zur landesweiten Neuordnung der französischen Kantone im März 2015 gehörte zum Kanton Melle die zwölf Gemeinden Chail, Maisonnay, Mazières-sur-Béronne, Melle, Paizay-le-Tort, Pouffonds, Saint-Génard, Saint-Léger-de-la-Martinière, Saint-Martin-lès-Melle, Saint-Romans-lès-Melle, Saint-Vincent-la-Châtre und Sompt. Sein Zuschnitt entsprach einer Fläche von 143,51 km2. Er besaß vor 2015 einen anderen INSEE-Code als heute, nämlich 7916.

## Veränderungen im Gemeindebestand seit der landesweiten Neuordnung der Kantone
2025:
- Fusion Caunay, Montalembert, Pers, Pliboux und Sauzé-Vaussais → Sauzé-entre-Bois

2019:
- Fusion Chef-Boutonne, Crézières, La Bataille und Tillou → Chef-Boutonne
- Fusion Chail und Sompt → Fontivillié
- Fusion Pouffonds, Saint-Génard → Marcillé
- Fusion Mazières-sur-Béronne, Melle, Paizay-le-Tort, Saint-Léger-de-la-Martinière und Saint-Martin-lès-Melle → Melle
- Fusion Ardilleux, Bouin, Hanc und Pioussay → Valdelaume

2017: 
- Fusion Gournay-Loizé und Les Alleuds → Alloinay